# Saison 1997 de l'ATP
Cet article traite de la saison 1997 masculine. Pour la saison 1997 féminine, voir Saison 1997 de la WTA.
Vainqueurs des tournois majeurs
La saison 1997 de l'ATP correspond à l'ensemble des tournois de tennis professionnels organisés par l'ATP entre décembre 1996 et décembre 1997.

## Résumé de la saison
Nouvelle saison faste pour l'Américain Pete Sampras. Il remporte son 2e Open d'Australie et son 4e Wimbledon, ainsi que le Masters et deux Super 9. Il échoue toutefois à remporter la coupe Davis, étant contraint d'abandonner en finale contre le Suédois Magnus Larsson.
Le tournoi de Roland-Garros permet d'assister à l'éclosion du jeune Brésilien Gustavo Kuerten. 66e mondial au début de l'épreuve, il bat coup sur coup trois anciens vainqueurs (Thomas Muster, Ievgueni Kafelnikov et Sergi Bruguera) pour remporter le trophée. Il termine l'année à la 14e place.
L'Australien Patrick Rafter crée la surprise en remportant l'US Open, battant en finale le Britannique Greg Rusedski.
Cédric Pioline atteint sa seconde finale en Grand Chelem, à Wimbledon. Il termine l'année 1er Français et 20e mondial.

## Classements

### Evolution du top 10
| Rang | Nom                 | Points |
| ---- | ------------------- | ------ |
| 1    | Pete Sampras        | 3760   |
| 2    | Michael Chang       | 2843   |
| 3    | Ievgueni Kafelnikov | 2797   |
| 4    | Goran Ivanišević    | 2704   |
| 5    | Thomas Muster       | 2491   |
| 6    | Boris Becker        | 2281   |
| 7    | Richard Krajicek    | 1841   |
| 8    | Andre Agassi        | 1716   |
| 9    | Thomas Enqvist      | 1632   |
| 10   | Wayne Ferreira      | 1540   |

| Rang | Nom                            | Points |
| ---- | ------------------------------ | ------ |
| 1    | Todd Woodbridge Mark Woodforde | 4923   |
| 3    | Grant Connell                  | 3410   |
| 4    | Byron Black                    | 3099   |
| 5    | Ievgueni Kafelnikov            | 3028   |
| 6    | Paul Haarhuis                  | 2983   |
| 7    | Mark Knowles                   | 2919   |
| 8    | Daniel Vacek                   | 2727   |
| 9    | Jakob Hlasek                   | 2701   |
| 10   | Patrick Galbraith              | 2677   |

| Rang | Nom             | Points              |      |
| ---- | --------------- | ------------------- | ---- |
| 1    | en stagnation   | Pete Sampras        | 3666 |
| 2    | en augmentation | Patrick Rafter      | 2469 |
| 3    | en diminution   | Michael Chang       | 2443 |
| 4    | en augmentation | Jonas Björkman      | 2217 |
| 5    | en diminution   | Ievgueni Kafelnikov | 2133 |
| 6    | en augmentation | Greg Rusedski       | 1966 |
| 7    | en augmentation | Carlos Moyà         | 1887 |
| 8    | en augmentation | Sergi Bruguera      | 1749 |
| 9    | en diminution   | Thomas Muster       | 1794 |
| 10   | en augmentation | Marcelo Ríos        | 1707 |

| Rang | Nom             | Points                         |      |
| ---- | --------------- | ------------------------------ | ---- |
| 1    | en stagnation   | Todd Woodbridge Mark Woodforde | 4624 |
| 3    | en augmentation | Paul Haarhuis                  | 3687 |
| 4    | en augmentation | Jacco Eltingh                  | 3635 |
| 5    | en augmentation | Daniel Vacek                   | 3314 |
| 6    | en diminution   | Ievgueni Kafelnikov            | 2909 |
| 7    | en augmentation | Alex O'Brien                   | 2909 |
| 8    | en augmentation | Rick Leach                     | 2658 |
| 9    | en augmentation | Patrick Galbraith              | 2573 |
| 10   | en augmentation | Ellis Ferreira                 | 2527 |

### Statistiques du top 20
| N° | Joueur              | Pays | Evolution     |
| -- | ------------------- | ---- | ------------- |
| 1  | Pete Sampras        |      | en stagnation |
| 2  | Patrick Rafter      |      | +60           |
| 3  | Michael Chang       |      | −1            |
| 4  | Jonas Björkman      |      | +65           |
| 5  | Ievgueni Kafelnikov |      | −2            |
| 6  | Greg Rusedski       |      | +42           |
| 7  | Carlos Moyà         |      | +21           |
| 8  | Sergi Bruguera      |      | +74           |
| 9  | Thomas Muster       |      | −4            |
| 10 | Marcelo Ríos        |      | +1            |
| 11 | Richard Krajicek    |      | −4            |
| 12 | Àlex Corretja       |      | +11           |
| 13 | Petr Korda          |      | +11           |
| 14 | Gustavo Kuerten     |      | +74           |
| 15 | Goran Ivanišević    |      | −11           |
| 16 | Félix Mantilla      |      | +2            |
| 17 | Tim Henman          |      | +12           |
| 18 | Mark Philippoussis  |      | +12           |
| 19 | Albert Costa        |      | −6            |
| 20 | Cédric Pioline      |      | +1            |

## Palmarès
| Catégorie                    |
| ---------------------------- |
| Grand Chelem                 |
| ATP Tour World Championships |
| ATP Super 9                  |
| ATP Championship Series      |
| ATP World Series             |

### Simple
| No | Date       | Nom et lieu du tournoi                                 | Catégorie           | Dotation     | Surface         | Vainqueur           | Finaliste           | Score                     |         |
| -- | ---------- | ------------------------------------------------------ | ------------------- | ------------ | --------------- | ------------------- | ------------------- | ------------------------- | ------- |
| 1  | 30/12/1996 | Australian Men's Hardcourt Championships, Adélaïde     | World Series        | 303 000 $    | Dur (ext.)      | Todd Woodbridge     | Scott Draper        | 6-2, 6-1                  |         |
| 2  | 30/12/1996 | Qatar Mobil Open, Doha                                 | World Series        | 600 000 $    | Dur (ext.)      | Jim Courier         | Tim Henman          | 7-5, 65-7, 6-2            |         |
| 3  | 06/01/1997 | Sydney International, Sydney                           | World Series        | 303 000 $    | Dur (ext.)      | Tim Henman          | Carlos Moyà         | 5-7, 6-3, 6-4             | Tableau |
| 4  | 06/01/1997 | BellSouth Open, Auckland                               | World Series        | 303 000 $    | Dur (ext.)      | Jonas Björkman      | Kenneth Carlsen     | 7-60, 6-0                 |         |
| 5  | 13/01/1997 | Australian Open, Melbourne                             | G. Chelem           | 2 513 067 $  | Dur (ext.)      | Pete Sampras        | Carlos Moyà         | 6-2, 6-3, 6-3             | Tableau |
| 6  | 27/01/1997 | Croatian Indoors, Zagreb                               | World Series        | 375 000 $    | Moquette (int.) | Goran Ivanišević    | Greg Rusedski       | 7-64, 4-6, 7-66           |         |
| 7  | 27/01/1996 | Shanghai Open, Shanghai                                | World Series        | 305 000 $    | Moquette (int.) | Ján Krošlák         | Alexander Volkov    | 6-2, 7-62                 |         |
| 8  | 10/02/1997 | Marseille Open, Marseille                              | World Series        | 514 250 $    | Dur (int.)      | Thomas Enqvist      | Marcelo Ríos        | 6-4, 1-0, ab.             | Tableau |
| 9  | 10/02/1997 | Dubai Open, Dubaï                                      | World Series        | 1 014 250 $  | Dur (ext.)      | Thomas Muster       | Goran Ivanišević    | 7-5, 7-63                 |         |
| 10 | 10/02/1997 | Sybase Open, San José                                  | World Series        | 303 000 $    | Dur (int.)      | Pete Sampras        | Greg Rusedski       | 3-6, 5-0, ab.             |         |
| 11 | 17/02/1997 | European Community Championships, Anvers               | Championship Series | 875 000 $    | Moquette (int.) | Marc Rosset         | Tim Henman          | 6-2, 7-5, 6-4             |         |
| 12 | 17/02/1997 | Kroger St. Jude, Memphis                               | Championship Series | 700 000 $    | Dur (int.)      | Michael Chang       | Todd Woodbridge     | 6-3, 6-4                  |         |
| 13 | 24/02/1997 | Italian Indoors, Milan                                 | Championship Series | 689 250 $    | Moquette (int.) | Goran Ivanišević    | Sergi Bruguera      | 6-2, 6-2                  |         |
| 14 | 24/02/1997 | Comcast U.S. Indoor, Philadelphie                      | Championship Series | 589 250 $    | Moquette (int.) | Pete Sampras        | Patrick Rafter      | 5-7, 7-64, 6-3            |         |
| 15 | 03/03/1997 | ABN AMRO World Tennis Tournament, Rotterdam            | World Series        | 725 000 $    | Moquette (int.) | Richard Krajicek    | Daniel Vacek        | 7-64, 7-65                |         |
| 16 | 03/03/1997 | Franklin Templeton Tennis Classic, Scottsdale          | World Series        | 303 000 $    | Dur (ext.)      | Mark Philippoussis  | Richey Reneberg     | 6-4, 7-64                 |         |
| 17 | 10/03/1997 | Copenhagen Open, Copenhague                            | World Series        | 203 000 $    | Moquette (int.) | Thomas Johansson    | Martin Damm         | 6-4, 3-6, 6-2             |         |
| 18 | 01/03/1997 | Newsweek Champions Cup, Indian Wells                   | Super 9             | 2 300 000 $  | Dur (ext.)      | Michael Chang       | Bohdan Ulihrach     | 4-6, 6-3, 6-4, 6-3        | Tableau |
| 19 | 17/03/1997 | Lipton Championships, Key Biscayne                     | Super 9             | 2 700 000 $  | Dur (ext.)      | Thomas Muster       | Sergi Bruguera      | 7-66, 6-3, 6-1            | Tableau |
| 20 | 17/03/1997 | St. Petersburg Open, Saint-Pétersbourg                 | World Series        | 300 000 $    | Moquette (int.) | Thomas Johansson    | Renzo Furlan        | 6-3, 6-4                  |         |
| 21 | 24/03/1997 | Grand-Prix Hassan II, Casablanca                       | World Series        | 203 000 $    | Terre (ext.)    | Hicham Arazi        | Franco Squillari    | 3-6, 6-1, 6-2             |         |
| 22 | 07/04/1997 | Salem Open, Hong Kong                                  | World Series        | 303 000 $    | Dur (ext.)      | Michael Chang       | Patrick Rafter      | 6-3, 6-3                  |         |
| 23 | 07/04/1997 | Gold Flake Open, Chennai                               | World Series        | 405 000 $    | Dur (ext.)      | Mikael Tillström    | Alex Rădulescu      | 6-4, 4-6, 7-5             |         |
| 24 | 07/04/1997 | Estoril Open, Estoril                                  | World Series        | 600 000 $    | Terre (ext.)    | Àlex Corretja       | Francisco Clavet    | 6-3, 7-5                  |         |
| 25 | 14/04/1997 | Trofeo Conde de Godó, Barcelone                        | Championship Series | 800 000 $    | Terre (ext.)    | Albert Costa        | Albert Portas       | 7-5, 6-4, 6-4             |         |
| 26 | 14/04/1997 | Japan Open Tennis Championships, Tokyo                 | Championship Series | 935 000 $    | Dur (ext.)      | Richard Krajicek    | Lionel Roux         | 6-2, 3-6, 6-1             |         |
| 27 | 21/04/1997 | Monte-Carlo Open, Roquebrune-Cap-Martin                | Super 9             | 2 300 000 $  | Terre (ext.)    | Marcelo Ríos        | Àlex Corretja       | 6-4, 6-3, 6-3             | Tableau |
| 28 | 27/04/1997 | US Men's Clay Court Championship, Orlando              | World Series        | 264 250 $    | Terre (ext.)    | Michael Chang       | Grant Stafford      | 4-6, 6-2, 6-1             |         |
| 29 | 28/04/1997 | Paegas Czech Open, Prague                              | World Series        | 340 000 $    | Terre (ext.)    | Cédric Pioline      | Bohdan Ulihrach     | 6-2, 5-7, 7-64            |         |
| 30 | 28/04/1997 | BMW Open, Munich                                       | World Series        | 400 000 $    | Terre (ext.)    | Mark Philippoussis  | Àlex Corretja       | 7-63, 1-6, 6-4            |         |
| 31 | 28/04/1997 | AT&T Tennis Challenge, Atlanta                         | World Series        | 303 000 $    | Terre (ext.)    | Marcelo Filippini   | Jason Stoltenberg   | 7-62, 6-4                 |         |
| 32 | 05/05/1997 | America's Red Clay Tennis Championship, Delray Beach   | World Series        | 245 000 $    | Terre (ext.)    | Jason Stoltenberg   | Jonas Björkman      | 6-0, 2-6, 7-5             |         |
| 33 | 05/05/1997 | German International Championships, Hambourg           | Super 9             | 2 300 000 $  | Terre (ext.)    | Andreï Medvedev     | Félix Mantilla      | 6-0, 6-4, 6-2             |         |
| 34 | 12/05/1997 | Italian Open, Rome                                     | Super 9             | 2 300 000 $  | Terre (ext.)    | Àlex Corretja       | Marcelo Ríos        | 7-5, 7-5, 6-3             |         |
| 35 | 19/05/1997 | International Raiffeisen Grand Prix, Sankt Pölten      | World Series        | 400,000 $    | Terre (ext.)    | Marcelo Filippini   | Patrick Rafter      | 7-62, 6-2                 |         |
| 36 | 26/05/1997 | Roland-Garros, Paris                                   | G. Chelem           | 5 544 184 $  | Terre (ext.)    | Gustavo Kuerten     | Sergi Bruguera      | 6-3, 6-4, 6-2             | Tableau |
| 37 | 09/06/1997 | Gerry Weber Open, Halle                                | World Series        | 875 000 $    | Gazon (ext.)    | Ievgueni Kafelnikov | Petr Korda          | 7-62, 65-7, 7-67          |         |
| 38 | 09/06/1997 | The Stella Artois Championships, Londres               | World Series        | 675 000 $    | Gazon (ext.)    | Mark Philippoussis  | Goran Ivanišević    | 7-5, 6-3                  |         |
| 39 | 09/06/1997 | Internazionali di Tennis Carisbo, Bologne              | World Series        | 303 000 $    | Terre (ext.)    | Félix Mantilla      | Gustavo Kuerten     | 4-6, 6-2, 6-1             |         |
| 40 | 16/06/1997 | Heineken Trophy, Bois-le-Duc                           | World Series        | 475 000 $    | Gazon (ext.)    | Richard Krajicek    | Guillaume Raoux     | 6-4, 7-67                 |         |
| 41 | 16/06/1997 | Nottingham Open, Nottingham                            | World Series        | 303 000 $    | Gazon (ext.)    | Greg Rusedski       | Karol Kučera        | 6-4, 7-5                  |         |
| 42 | 23/06/1997 | The Championships, Wimbledon                           | G. Chelem           | 5 445 815 $  | Gazon (ext.)    | Pete Sampras        | Cédric Pioline      | 6-4, 6-2, 6-4             | Tableau |
| 43 | 07/07/1997 | Hall of Fame Championships, Newport                    | World Series        | 255 000 $    | Gazon (ext.)    | Sargis Sargsian     | Brett Steven        | 7-60, 4-6, 7-5            |         |
| 44 | 07/07/1997 | Suisse Open, Gstaad                                    | World Series        | 525 000 $    | Terre (ext.)    | Félix Mantilla      | Juan Albert Viloca  | 6-1, 6-4, 6-4             |         |
| 45 | 07/07/1997 | Swedish Open, Båstad                                   | World Series        | 303 000 $    | Terre (ext.)    | Magnus Norman       | Juan Antonio Marín  | 7-5, 6-2                  |         |
| 46 | 14/07/1997 | Legg Mason Tennis Classic, Washington, D.C.            | Championship Series | 550 000 $    | Dur (ext.)      | Michael Chang       | Petr Korda          | 5-7, 6-2, 6-1             |         |
| 47 | 14/07/1997 | Mercedes Cup, Stuttgart                                | Championship Series | 915 000 $    | Terre (ext.)    | Àlex Corretja       | Karol Kučera        | 6-2, 7-5                  |         |
| 48 | 21/07/1997 | Infiniti Cup, Los Angeles                              | World Series        | 303 000 $    | Dur (ext.)      | Jim Courier         | Thomas Enqvist      | 6-4, 6-4                  |         |
| 49 | 21/07/1997 | Generali Open, Kitzbühel                               | World Series        | 500 000 $    | Terre (ext.)    | Filip Dewulf        | Julián Alonso       | 7-62, 6-4, 6-1            |         |
| 50 | 21/07/1997 | Croatia Open, Umag                                     | World Series        | 375 000 $    | Terre (ext.)    | Félix Mantilla      | Sergi Bruguera      | 6-3, 7-5                  |         |
| 51 | 28/07/1997 | Dutch Open, Amsterdam                                  | World Series        | 475 000 $    | Terre (ext.)    | Slava Doseděl       | Carlos Moyá         | 7-64, 7-65, 64-7, 6-2     |         |
| 52 | 28/07/1997 | Canadian Open, Toronto                                 | Super 9             | 2 300 000 $  | Dur (ext.)      | Chris Woodruff      | Gustavo Kuerten     | 7-5, 4-6, 6-3             |         |
| 53 | 04/08/1997 | Great American Insurance ATP Championships, Cincinnati | Super 9             | 2 300 000 $  | Dur (ext.)      | Pete Sampras        | Thomas Muster       | 6-3, 6-4                  |         |
| 54 | 04/08/1997 | Internazionali di Tennis di San Marino, Saint-Marin    | World Series        | 275 000 $    | Terre (ext.)    | Félix Mantilla      | Magnus Gustafsson   | 6-4, 6-1                  |         |
| 55 | 11/08/1997 | RCA Championships, Indianapolis                        | Championship Series | 915 000 $    | Dur (ext.)      | Jonas Björkman      | Carlos Moyá         | 6-3, 7-63                 |         |
| 56 | 11/08/1997 | Pilot Pen International, New Haven                     | Championship Series | 915 000 $    | Dur (ext.)      | Ievgueni Kafelnikov | Patrick Rafter      | 7-64, 6-4                 |         |
| 57 | 18/08/1998 | Waldbaum's Hamlet Cup, Long Island                     | World Series        | 303 000 $    | Dur (ext.)      | Carlos Moyá         | Patrick Rafter      | 6-4, 7-61                 |         |
| 58 | 18/08/1997 | MFS Pro Championships, Boston                          | World Series        | 303 000 $    | Dur (ext.)      | Sjeng Schalken      | Marcelo Ríos        | 7-5, 6-3                  |         |
| 59 | 25/08/1997 | US Open, Flushing Meadows                              | G. Chelem           | 51 152 000 $ | Dur (ext.)      | Patrick Rafter      | Greg Rusedski       | 6-3, 6-2, 4-6, 7-5        | Tableau |
| 60 | 08/09/1997 | President's Cup, Tachkent                              | World Series        | 328 000 $    | Dur (ext.)      | Tim Henman          | Marc Rosset         | 7-62, 6-4                 |         |
| 61 | 08/09/1997 | Samsung Open, Bournemouth                              | World Series        | 375 000 $    | Terre (ext.)    | Félix Mantilla      | Carlos Moyá         | 6-2, 6-2                  |         |
| 62 | 08/09/1997 | Marbella Open, Marbella                                | World Series        | 303 000 $    | Terre (ext.)    | Albert Costa        | Alberto Berasategui | 6-3, 6-2                  |         |
| 63 | 22/09/1997 | Romanian Open, Bucarest                                | World Series        | 475 000 $    | Terre (ext.)    | Richard Fromberg    | Andrea Gaudenzi     | 6-1, 7-62                 |         |
| 64 | 22/09/1997 | Open de Toulouse Midi-Pyrénées, Toulouse               | World Series        | 375 000 $    | Dur (int.)      | Nicolas Kiefer      | Mark Philippoussis  | 7-5, 5-7, 6-4             |         |
| 65 | 22/09/1997 | Grand Chelem Cup, Munich                               | Masters (ITF)       | 6 000 000 $  | Dur (int.)      | Pete Sampras        | Patrick Rafter      | 6-2, 6-4, 7-5             |         |
| 66 | 29/09/1997 | Campionati Internazionali di Sicilia, Palerme          | World Series        | 303 000 $    | Terre (ext.)    | Alberto Berasategui | Dominik Hrbatý      | 6-4, 6-2                  |         |
| 67 | 29/09/1997 | Nokia Open, Pékin                                      | World Series        | 303 000 $    | Dur (int.)      | Jim Courier         | Magnus Gustafsson   | 7-610, 3-6, 6-3           |         |
| 68 | 29/09/1997 | Davidoff Swiss Indoors Basel, Bâle                     | World Series        | 975 000 $    | Moquette (int.) | Greg Rusedski       | Mark Philippoussis  | 6-3, 7-66, 7-63           |         |
| 69 | 6/10/1997  | Heineken Open Singapour, Singapour                     | Championship Series | 550 000 $    | Moquette (int.) | Magnus Gustafsson   | Nicolas Kiefer      | 4-6, 6-3, 6-3             |         |
| 70 | 6/10/1997  | CA Tennis Trophy, Vienne                               | Championship Series | 675 000 $    | Moquette (int.) | Goran Ivanišević    | Greg Rusedski       | 3-6, 64-7, 7-64, 6-2, 6-3 |         |
| 71 | 13/10/1997 | Grand Prix de tennis de Lyon, Lyon                     | World Series        | 725 000 $    | Moquette (int.) | Fabrice Santoro     | Tommy Haas          | 6-4, 6-4                  |         |
| 72 | 13/10/1997 | IPB Czech Indoor, Ostrava                              | World Series        | 975 000 $    | Moquette (int.) | Karol Kučera        | Magnus Norman       | 6-2, ab.                  |         |
| 73 | 20/10/1997 | Abierto Mexicano de Tenis, Mexico                      | World Series        | 305 000 $    | Terre (ext.)    | Francisco Clavet    | Juan Albert Viloca  | 6-4, 7-67                 |         |
| 74 | 20/10/1997 | Eurocard Open, Stuttgart                               | Super 9             | 2 300 000 $  | Moquette (int.) | Petr Korda          | Richard Krajicek    | 7-66, 6-2, 6-4            |         |
| 75 | 27/10/1997 | Open de Paris-Bercy, Paris                             | Super 9             | 2 550 000 $  | Moquette (int.) | Pete Sampras        | Jonas Björkman      | 6-3, 4-6, 6-3, 6-1        |         |
| 76 | 27/10/1997 | Cerveza Club Colombian Open, Bogota                    | World Series        | 303 000 $    | Terre (ext.)    | Francisco Clavet    | Nicolás Lapentti    | 6-3, 6-3                  |         |
| 77 | 03/11/1997 | Hellmann's Cup, Santiago                               | World Series        | 303 000 $    | Terre (ext.)    | Julián Alonso       | Marcelo Ríos        | 6-2, 6-1                  |         |
| 78 | 03/11/1997 | ATP Kremlin Cup, Moscou                                | World Series        | 1 125 000 $  | Moquette (int.) | Ievgueni Kafelnikov | Petr Korda          | 7-62, 6-4                 |         |
| 79 | 03/11/1998 | Stockholm Open, Stockholm                              | World Series        | 800 000 $    | Moquette (int.) | Jonas Björkman      | Jan Siemerink       | 3-6, 7-62, 6-3, 6-4       |         |
| 80 | 10/11/1997 | ATP Tour World Championships, Hanovre                  | Masters             | 3 300 000 $  | Moquette (int.) | Pete Sampras        | Ievgueni Kafelnikov | 6-3, 6-2, 6-2             | Tableau |

### Double mixte
| No | Date       | Nom et lieu du tournoi         | Catégorie | Dotation    | Surface      | Vainqueurs                  | Finalistes                      | Score          |         |
| -- | ---------- | ------------------------------ | --------- | ----------- | ------------ | --------------------------- | ------------------------------- | -------------- | ------- |
| 1  | 13/01/1997 | Ford Australian Open Melbourne | G. Chelem | 3 538 866 $ | Dur (ext.)   | Manon Bollegraf Rick Leach  | Larisa Neiland J. de Jager      | 6-3, 6-75, 7-5 | Tableau |
| 2  | 26/05/1997 | Roland-Garros Paris            | G. Chelem | 5 544 184 $ | Terre (ext.) | Rika Hiraki Mahesh Bhupathi | Lisa Raymond Patrick Galbraith  | 6-4, 6-1       | Tableau |
| 3  | 23/06/1997 | The Championships Wimbledon    | G. Chelem | 5 445 815 $ | Gazon (ext.) | Helena Suková Cyril Suk     | Larisa Neiland Andreï Olhovskiy | 4-6, 6-3, 6-4  | Tableau |
| 4  | 25/08/1997 | US Open Flushing Meadows       | G. Chelem | 5 152 000 $ | Dur (ext.)   | Manon Bollegraf Rick Leach  | Mercedes Paz Pablo Albano       | 3-6, 7-5, 7-63 | Tableau |

### Compétitions par équipes
| | Suède | 5                              | -  | 0  | États-Unis |     |  |
| --- | ----- | ------------------------------ | -- | -- | ---------- | --- |  |
| Scandinavium, Göteborg, Suède |       |                                |    |    |            |     |  |
| 28 au 30 novembre 1997 sur moquette (int.) |       |                                |    |    |            |     |  |
| \| 1 \| \| Jonas Björkman \| 7 \| 1 \| 6 \| 6 \| \| \| 1 \| \| Michael Chang \| 5 \| 6 \| 3 \| 3 \| \| \| 2 \| \| Magnus Larsson \| 3 \| 7 \| 2 \| \| \| \| 2 \| \| Pete Sampras \| 6 \| 61 \| 1 \| ab. \| \| \| 3 \| \| Jonas Björkman - Nicklas Kulti \| 6 \| 6 \| 6 \| \| \| \| 3 \| \| Todd Martin - Jonathan Stark \| 4 \| 4 \| 4 \| \| \| \| \| \| \| \| \| \| \| \| \| 4 \| \| Jonas Björkman \| 6 \| 6 \| \| \| \| \| 4 \| \| Jonathan Stark \| 1 \| 1 \| \| \| \| \| \| \| \| \| \| \| \| \| \| 5 \| \| Magnus Larsson \| 7 \| 6 \| 6 \| \| \| \| 5 \| \| Michael Chang \| 64 \| 7 \| 4 \| \| \| \| \| \| \| \| \| \| \| \| |       |                                |    |    |            |     |  |
| 1 |       | Jonas Björkman                 | 7  | 1  | 6          | 6   |  |
| 1 |       | Michael Chang                  | 5  | 6  | 3          | 3   |  |
| 2 |       | Magnus Larsson                 | 3  | 7  | 2          |     |  |
| 2 |       | Pete Sampras                   | 6  | 61 | 1          | ab. |  |
| 3 |       | Jonas Björkman - Nicklas Kulti | 6  | 6  | 6          |     |  |
| 3 |       | Todd Martin - Jonathan Stark   | 4  | 4  | 4          |     |  |
| |       |                                |    |    |            |     |  |
| 4 |       | Jonas Björkman                 | 6  | 6  |            |     |  |
| 4 |       | Jonathan Stark                 | 1  | 1  |            |     |  |
| |       |                                |    |    |            |     |  |
| 5 |       | Magnus Larsson                 | 7  | 6  | 6          |     |  |
| 5 |       | Michael Chang                  | 64 | 7  | 4          |     |  |
| |       |                                |    |    |            |     |  |

| 1 |  | Jonas Björkman                 | 7  | 1  | 6 | 6   |  |
| 1 |  | Michael Chang                  | 5  | 6  | 3 | 3   |  |
| 2 |  | Magnus Larsson                 | 3  | 7  | 2 |     |  |
| 2 |  | Pete Sampras                   | 6  | 61 | 1 | ab. |  |
| 3 |  | Jonas Björkman - Nicklas Kulti | 6  | 6  | 6 |     |  |
| 3 |  | Todd Martin - Jonathan Stark   | 4  | 4  | 4 |     |  |
|   |  |                                |    |    |   |     |  |
| 4 |  | Jonas Björkman                 | 6  | 6  |   |     |  |
| 4 |  | Jonathan Stark                 | 1  | 1  |   |     |  |
|   |  |                                |    |    |   |     |  |
| 5 |  | Magnus Larsson                 | 7  | 6  | 6 |     |  |
| 5 |  | Michael Chang                  | 64 | 7  | 4 |     |  |
|   |  |                                |    |    |   |     |  |

|  | Équipe 1   | Score | Équipe 2       |  |
|  | États-Unis | 2 – 1 | Afrique du sud |  |

| Ordre des matchs | Joueurs                         | Points au premier set | Points au second set | Points au troisième set |
| ---------------- | ------------------------------- | --------------------- | -------------------- | ----------------------- |
| 1                | Chanda Rubin                    | 7                     | 6                    |                         |
| 1                | Amanda Coetzer                  | 5                     | 2                    |                         |
|                  |                                 |                       |                      |                         |
| 2                | Justin Gimelstob                | 4                     | 64                   |                         |
| 2                | Wayne Ferreira                  | 6                     | 7                    |                         |
|                  |                                 |                       |                      |                         |
| 3                | Chanda Rubin - Justin Gimelstob | 3                     | 6                    | 7                       |
| 3                | Amanda Coetzer - Wayne Ferreira | 6                     | 2                    | 5                       |

|  | Équipe 1 | Score | Équipe 2  |  |
|  | Espagne  | 3 – 0 | Australie |  |

| Ordre des matchs | Joueurs                          | Points au premier set | Points au second set | Points au troisième set |
| ---------------- | -------------------------------- | --------------------- | -------------------- | ----------------------- |
| 1                | Félix Mantilla                   | 7                     | 6                    |                         |
| 1                | Mark Woodforde                   | 5                     | 2                    |                         |
|                  |                                  |                       |                      |                         |
| 2                | Albert Costa                     | 3                     | 7                    | 7                       |
| 2                | Mark Philippoussis               | 6                     | 63                   | 67                      |
|                  |                                  |                       |                      |                         |
| 3 (sans enjeu)   | Tomás Carbonell - Francisco Roig | 7                     | 6                    |                         |
| 3 (sans enjeu)   | Mark Woodforde - Todd Woodbridge | 5                     | 3                    |                         |

## Informations statistiques
Les tournois sont listés par ordre chronologique.

### En simple
| Joueur       | Période                   | Semaines | Cumul |
| ------------ | ------------------------- | -------- | ----- |
| Pete Sampras | 1er janvier - 31 décembre | 52       | 52    |

| Joueur         | Nombre | Titre(s) |
| Pete Sampras   | 8      | Open d'Australie, San José, Philadelphie, Wimbledon, Cincinnati, Coupe du Grand Chelem, Paris-Bercy, Masters |
| Michael Chang  | 5      | Memphis, Indian Wells, Hong Kong, Orlando, Washington                                                        |
| Félix Mantilla | 5      | Bologne, Gstaad, Umag, Saint-Marin, Bournemouth                                                              |

| Joueur           | Début de carrière | Premier titre |
| Julián Alonso    | 1995              | Santiago      |
| Hicham Arazi     | 1993              | Casablanca    |
| Jonas Björkman   | 1991              | Auckland      |
| Tim Henman       | 1993              | Sydney        |
| Thomas Johansson | 1994              | Copenhague    |
| Nicolas Kiefer   | 1995              | Toulouse      |
| Gustavo Kuerten  | 1995              | Roland-Garros |
| Magnus Norman    | 1995              | Båstad        |
| Fabrice Santoro  | 1989              | Lyon          |
| Sargis Sargsian  | 1995              | Newport       |
| Mikael Tillström | 1991              | Chennai       |
| Chris Woodruff   | 1993              | Montréal      |

### En double
| Joueur                         | Période                  | Semaines | Cumul |
| ------------------------------ | ------------------------ | -------- | ----- |
| Todd Woodbridge Mark Woodforde | 1er janvier - 12 octobre | 40       | 40    |
| Todd Woodbridge                | 13 octobre - 31 décembre | 12       | 52    |

| Joueur | Nombre | Titre(s)           |
|        | ?      | liste des tournois |

| Joueur | Début de carrière | Premier titre |
|        | ????              | tournoi       |